# Nowosybirskie Zjednoczenie Przemysłu Lotniczego

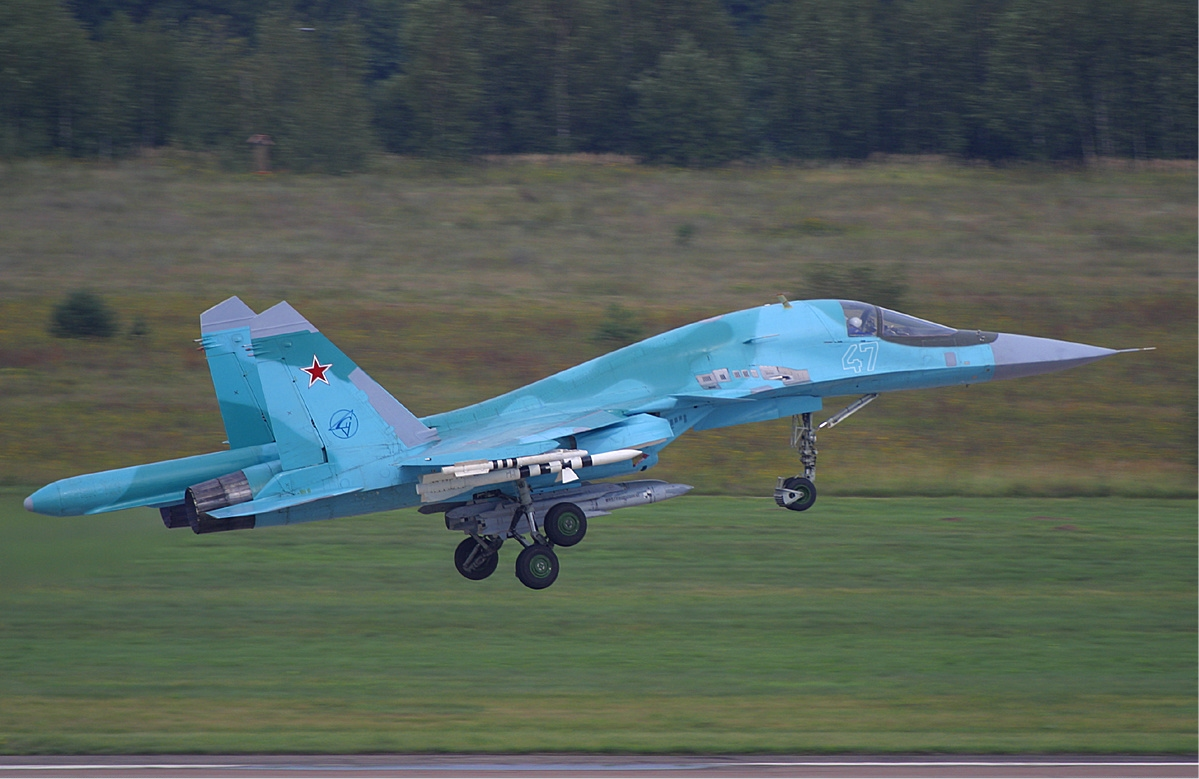
Samolot Su-34

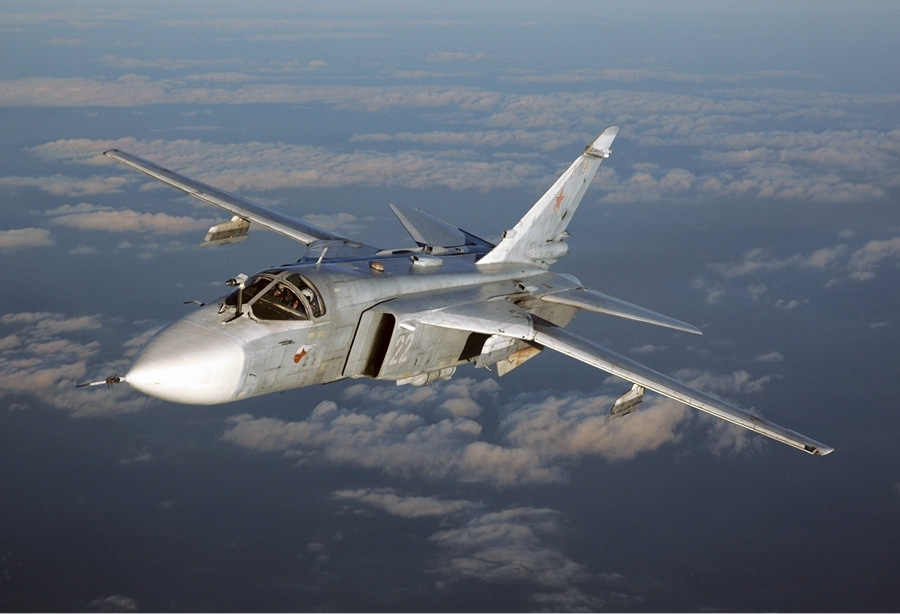
Samolot Su-24

Nowosybirskie Zjednoczenie Przemysłu Lotniczego imienia Walerego Czkałowa (rus. Новосибирское авиационное производственное объединение им. В. П. Чкалова) – rosyjskie przedsiębiorstwo przemysłu lotniczego, przemysłu zbrojeniowego z siedzibą w Nowosybirsku. Przedsiębiorstwo jest jedną z największych rosyjskich wytwórni lotniczych, zwane zwyczajowo skrótowcem NAPO (ros. НАПО). Zatrudnia około 5900 pracowników. Od 2003 roku wchodzi w skład holdingu „Suchoj” i produkuje m.in. samoloty tej firmy.

## Historia[1]
- 31 lipca 1931 roku na peryferiach Nowosybirska uruchomiono fabrykę maszyn i urządzeń górniczych, która w 1936 roku została przebranżowiona na produkcję lotniczą. W listopadzie 1939 roku w zakładach podjęto produkcję samolotów I-15, a niedługo potem samolotów Jak-3, Jak-7 i Jak-9.
- W grudniu 1939 roku zakłady przyjęły imię Bohatera Związku Radzieckiego, wybitnego pilota Walerego Czkałowa.
- W latach II wojny światowej zakłady produkowały co trzeci samolot typu Jak, produkowano przeciętnie 33 samoloty dziennie – czyli 1 pełny pułk lotniczy.
- Po wojnie w zakładach produkowano samoloty odrzutowe MiG-15, MiG-17, MiG-19 i Jak-28
- Z końcem lat 50. XX w. zakłady zaczęły nawiązywać coraz ściślejszą współpracę z Biurem Konstrukcyjnym Suchoja.  Efektem tego było podjęcie seryjnej produkcji samolotów Su-9, Su-11 i Su-15,
- W 1972 roku rozpoczęto wielkoseryjną produkcję bombowca frontowego Su-24 oraz jego późniejszych modyfikacji. Duża część produkcji przeznaczona była na eksport, głównie do krajów bliskiego wschodu i Afryki
- Z końcem lat osiemdziesiątych rozpoczęto wdrażanie seryjnej produkcji samolotu myśliwskiego  czwartej generacji Su-27
- w 1986 rozpoczęto projekt następcy Su-24 czyli Su-34,
- Z początkiem 1991 roku w zakładach podjęto produkcję samolotów dla lotnictwa cywilnego.  Latem 1994 roku z zakładowego lotniska wystartował pierwszy egzemplarz samolotu An-38, zbudowanego wspólnie z biurem konstrukcyjnym Antonowa. Kooperacja z biurem Antonowa ma znaczenie symboliczne, ponieważ biuro to powstało w 1946 roku na terenie Nowosybirskich Zakładów, to właśnie tutaj zaprojektowano samolot An-2.

## Obecna produkcja
- wielozadaniowy myśliwiec bombardujący Su-34,
- samolot bombowy Su-24M,